# Guillaume II de Gruyère
Guillaume II de Gruyère est un comes de Grueria de la première partie du XIIe siècle. Il est le premier à qui est associé Gruyère au titre de comte.

## Biographie

### Origines
Guillaume est le fils aîné du comte Guillaume Ier. Il a trois frères, Radbod (Raboldus),, co-seigneur de Marsen ; Thorin et Joran, connu notamment dans un acte du milieu du XIIe siècle.
La filiation parentale repose sur un manuscrit connu sous le nom de pancarte de Rougemont, datant de 1115, et qui relate la fondation du prieuré de Rougemont, entre 1073 et 1085,.
Elle diffère, cependant de celle proposée par les travaux de Hisely (en 1855). En effet, ce dernier a travaillé sur une copie datant de 1500 de la pancarte de Rougemont, alors que le document original n'a été découvert qu'en 1920. Des différences existent notamment avec la retranscription de noms de lieux ou de personned ans la copie de 1500, ce qui a occasionné des erreurs d'interprétation. Ainsi, Hisely considérait que le comte Guillaume Ier avait pour fils Raymond/Raimon, lui même père de Guillaume II. 

### Comes de Grueria
Guillaume est le premier auquel est associé à la terre de Gruyère au titre de comte (Willelmus comes de Grueria), en 1144,. Cet usage pourrait trouver son origine dans le transfert de la résidence principale à un lieu portant ce nom.
Avec son frère Radbod, il est co-seigneur de Marsens, (« Willelmus comes de Grueria et Radbodus frater eius, qui eidem ville (de Marsens) dominabantur »). 
Il est nommé, aux côtés de son frère Radbod, tous deux mentionnés comme les puissants seigneurs de Marsens, ainsi que d'Anserin, Gui et Borcard, comme étant les donnateurs ayant permis la fondation de l'abbaye d'Humilimont, près de Marsens,. « Dans la confirmation de ces dons, nous comprenons aussi le bois de Rueria, devant la grange ou la ferme de Marsens, lequel a été cédé en toute propriété à l'église d'Humilimont par Guillaume, Radbod, Thorin et Jorand de Gruyère », comme le cite une charte, datée du milieu du XIIe siècle, de l'évêque Amédée de Clermont dit de Lausanne destinée à Ulrich, abbé d'Humilimont.

## Famille
Le nom de son épouse reste inconnue en l'état actuel des connaissances. Le couple a un fils, Rodolphe, qui lui succède,.